# Eclissi solare del 20 aprile 2061
L'Eclissi solare del 20 aprile 2061, di tipo totale, è un evento astronomico che avrà luogo il suddetto giorno con centralità attorno alle ore 02:56 UTC.
L'eclissi avrà un'ampiezza massima di 559 chilometri e una durata 2 minuti e 37 secondi e attraverserà i seguenti paesi: Ucraina, Kazakistan, Russia e Norvegia (Spitsbergen).
Il massimo dell'eclissi è di circa 120 km a sud-est dell'insediamento russo di Pečora.

## Percorso e visibilità
L'eclissi inizia in Russia meridionale e in Ucraina orientale all'alba locale per proseguire rapidamente in direzione nord-est sul Kazakistan. Vengono percorsi tutti gli Urali per proseguire sull'Oceano Artico in direzione nord-est e raggiungere l'arcipelago delle Svalbard. Al tramonto l'oscurità finisce poco prima della costa della Groenlandia.

## Eclissi correlate

### Eclissi solari 2059 - 2061
Questa eclissi è un membro di una serie semestrale. Un'eclissi in una serie semestrale di eclissi solari si ripete approssimativamente ogni 177 giorni e 4 ore (un semestre) in nodi alternati dell'orbita della Luna.

### Ciclo di Saros 149
L'evento fa parte del ciclo di Saros 149, che si ripete ogni circa 18 anni e 11 giorni, contiene 71 eventi. La serie è iniziata con un'eclissi solare parziale il 21 agosto 1664. Comprende eclissi totali dal 9 aprile 2043 al 2 ottobre 2331. La serie termina al membro 71 con un'eclissi parziale il 28 settembre 2926. L'eclissi totale più lunga sarà il 17 luglio 2205, a 4 minuti e 10 secondi.